# Erin Doom
Erin Doom, pseudonimo di Matilde (cognome ignoto; 16 maggio ...), è una scrittrice italiana.

## Biografia
Nel 2017 Erin Doom condivise a puntate i suoi primi due libri, Nel modo in cui cade la neve e Fabbricante di lacrime, sul social network Wattpad, dove ebbero un notevole successo. Nel dicembre del 2020 decise di pubblicare a proprie spese su Amazon Fabbricante di lacrime che entrò subito in classifica. Poco dopo venne contattata da Magazzini Salani che ne acquisì i diritti e decise di ripubblicarlo nel maggio del 2021 in un'edizione rielaborata. Con 450000 copie è risultato il libro più venduto in Italia nel 2022. Salani ha pubblicato anche Nel modo in cui cade la neve, poi tradotto in 18 Paesi.
Erin Doom non ha voluto rendere noti molti particolari sulla sua vita e in un primo tempo ha preferito non mostrarsi in pubblico. Ha poi deciso di comparire nella puntata del 14 maggio 2023 di Che tempo che fa.
Nel 2023 è stato pubblicato il suo terzo romanzo, Stigma, primo capitolo di una saga. Nello stesso anno Magazzini Salani ha pubblicato A Sweet Christmas, una raccolta di 5 racconti scritti da Erin Doom, A.J. Foster, Rokia, Carrie Leighton e Vanessa Arcadipane.
Ha venduto più di 600.000 copie con il suo primo romanzo, Fabbricante di lacrime, 230.000 copie con il suo secondo romanzo, Nel modo in cui cade la neve, e 170.000 copie con il suo terzo romanzo, Stigma, per un totale di più di un milione di copie.

## Opere
- Erin Doom, Fabbricante di lacrime, Milano, Magazzini Salani, 2021, ISBN 979-12-5957-027-7.
- Erin Doom, Nel modo in cui cade la neve, Milano, Magazzini Salani, 2022, ISBN 979-12-5957-032-1.
- Erin Doom, Stigma, Milano, Magazzini Salani, 2023, ISBN 979-12-5957-195-3.
- Erin Doom, A.J. Foster, Rokia, Carrie Leighton e Vanessa Arcadipane, A Sweet Christmas, Milano, Magazzini Salani, 2023, ISBN 979-1259573049.
- Erin Doom, Arcadia, Milano, Magazzini Salani, 2024, ISBN 979-1259573339.

### Annotazioni
1. ↑  Non prima del 1993.

### Fonti
1. 1 2 3 4   Irene Soave, Erin Doom: «Scrivevo solo di notte, pensavo fosse futile... Ho venduto più di 200 mila copie», in Corriere della Sera, 4 aprile 2022 (archiviato dall'url originale il 4 aprile 2022).
2. ↑   Cecilia Bressanelli, Erin Doom si svela: «Sono Matilde: ora voglio incontrare i lettori dei miei libri», in Corriere della Sera, 14 maggio 2023 (archiviato dall'url originale il 14 maggio 2023).
«Ho meno di trent'anni. Aggiungo che sono nata a maggio. E martedì, il 16, è anche il mio compleanno»
3. ↑   “Fabbricante di lacrime” di Erin Doom è il libro più venduto in Italia nel 2022, in Il Libraio, 2 gennaio 2023.
4. ↑   AIE, Il mercato del libro italiano ed europeo (PDF), 27 gennaio 2023,  p. 21.
5. 1 2   Erin Doom, Matilde la scrittrice sconosciuta più venduta d’Italia svela il suo volto da Fazio a Che Tempo Che Fa: “Eccomi, sono io”, in La Stampa, 14 maggio 2023. URL consultato il 17 maggio 2023.
6. ↑   Erin Doom, cosa sappiamo della scrittrice che ha venduto 400 mila copie nel 2022, in la Repubblica, 3 gennaio 2023. URL consultato il 17 maggio 2023.